# Horst Jordan
Horst Jordan (* 24. Juli 1923 in Berlin; † 12. Oktober 2006) war ein deutscher Journalist, Dolmetscher, Jurist, ab 1959 stellvertretender Hauptgeschäftsführer der Industrie- und Handelskammer (IHK) Wiesbaden und ab 1966 Hauptgeschäftsführer der IHK Wuppertal-Solingen-Remscheid.

## Leben und Werk
Horst Jordan begann 1946 seine berufliche Laufbahn nach Wehrdienst und Kriegsgefangenschaft als Spezialdolmetscher bei der US-Luftwaffe und Sprachlehrer bei amerikanischen Offiziersfamilien. Mit diesen nebenberuflichen Tätigkeiten finanzierte er zum Teil sein Studium der Rechts- und Wirtschaftswissenschaften an der Universität Mainz, das er 1949 abschloss. Von 1948 bis 1952 arbeitete Horst Jordan als Journalist, unter anderem beim Hessischen Rundfunk und der Wiesbadener Zeitung. 1952 promovierte er zum Dr. jur. und trat danach als Leiter der Abteilung Öffentlichkeitsarbeit in den Dienst der IHK Wiesbaden ein. 1956 wurde er dort zum Geschäftsführer und 1959 zum Stellvertretenden Hauptgeschäftsführer ernannt.
Von 1966 bis 1990 stand Jordan an der Spitze der IHK Wuppertal-Solingen-Remscheid. In seine Amtszeit fiel 1977 die Neugliederung der IHK-Bezirke. Es gelang ihm, die einst selbständigen Kammern Wuppertal, Solingen und Remscheid zur IHK Wuppertal-Solingen-Remscheid zusammenzuführen. Innerhalb der IHK-Organisation vertrat Jordan ab 1976 viele Jahre die Interessen der Wirtschaft im Bezirksplanungsrat Düsseldorf. Darüber hinaus war er bedeutend auf dem Gebiet der öffentlichen Finanzierungshilfen für die gewerbliche Wirtschaft. Außerdem engagierte er sich als Mitglied des Landeskreditausschusses und des Landesbürgschaftsausschusses. Auf seine Initiative hin schlossen sich die Kreditgarantiegemeinschaften des Landes zur Bürgschaftsbank Nordrhein-Westfalen zusammen, deren Aufsichtsratsvorsitzender er über Jahre war. Es gelang ihm, namhafte Wuppertaler Unternehmen und Institutionen als Mitgesellschafter zu gewinnen.
Auch nach seinem Ausscheiden aus dem Kammerdienst blieb Jordan für die Region aktiv. So baute er das Technologiezentrum Wuppertal (W-tec) auf und engagierte sich im Rahmen der Regionale 2006. Bis zu seinem Tod war Jordan schriftstellerisch und journalistisch aktiv. Er verfasste zahlreiche Bücher und Artikel über die Wirtschaftsgeschichte des Bergischen Landes und war als Übersetzer der Werke prominenter amerikanischer Autoren aktiv (unter anderem für den ehemaligen amerikanischen Außenminister Henry Kissinger). Darüber hinaus war er ein begeisterter Philatelist und Numismatiker. Jordan lebte in Wuppertal-Elberfeld und starb nach kurzer Krankheit mit 83 Jahren.

## Ehrungen
Für sein vielfältiges Wirken zum Wohle der Gesamtwirtschaft erhielt Horst Jordan 1981 das Verdienstkreuz 1. Klasse des Verdienstordens der Bundesrepublik Deutschland und 1989 den Verdienstorden des Landes Nordrhein-Westfalen. Der Rat der Stadt Wuppertal ehrte ihn mit dem Ehrenring der Stadt Wuppertal, und der Stadtverband der Bürger- und Bezirksvereine mit der Goldenen Schwebebahn. Die Vollversammlung der IHK verlieh ihm für seine herausragenden Leistungen die Ehrenplakette der Kammer.

## Veröffentlichungen (Auswahl)
- Kleines Handbuch ders Firmenrechts. 1967.
- Wie das Gesetz es befiehlt. Die öffentlich-rechtlichen Aufgaben einer IHK. 1971.
- Selbstverwaltung in Aktion. 1980.